# Chalou-Moulineux
Chalou-Moulineux  [ʃalu mulinø] je francouzská obec v departementu Essonne v regionu Île-de-France.

## Poloha
Chalou-Moulineux se nachází asi 57 km jihozápadně od Paříže. Obklopují ji obce Chalo-Saint-Mars na severu, Guillerval na východě, Monnerville na jihovýchodě, Pussay na jihu a Congerville-Thionville na jihozápadě a západě.

## Historie
Území darovala královna Adéla Savojská (1092-1154) templářskému řádu, který jej vlastnil až do zrušení Filipem IV. Sličným. Poté byl v majetku maltézského řádu až do Velké francouzské revoluce.
Farnost Moulineux byla připojena v roce 1791 k Chalo-la-Reine a tím vznikla obec Chalou-Moulineux.

## Vývoj počtu obyvatel

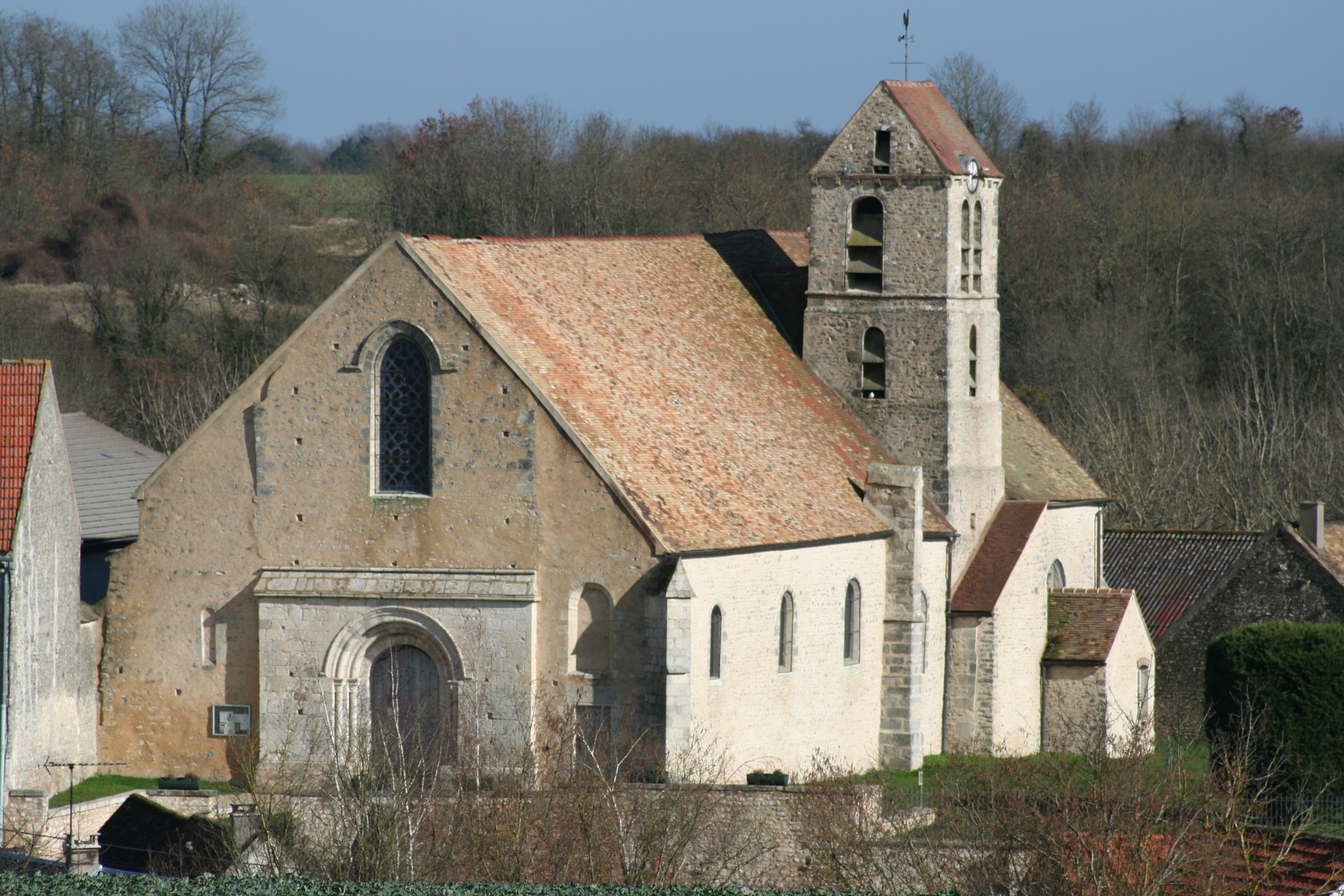
Kostel sv. Aniána Orleánského

Počet obyvatel

## Pamětihodnosti
- Románský kostel sv. Aniána Orleánského chráněný jako historická památka[1]